# Rhodt unter Rietburg

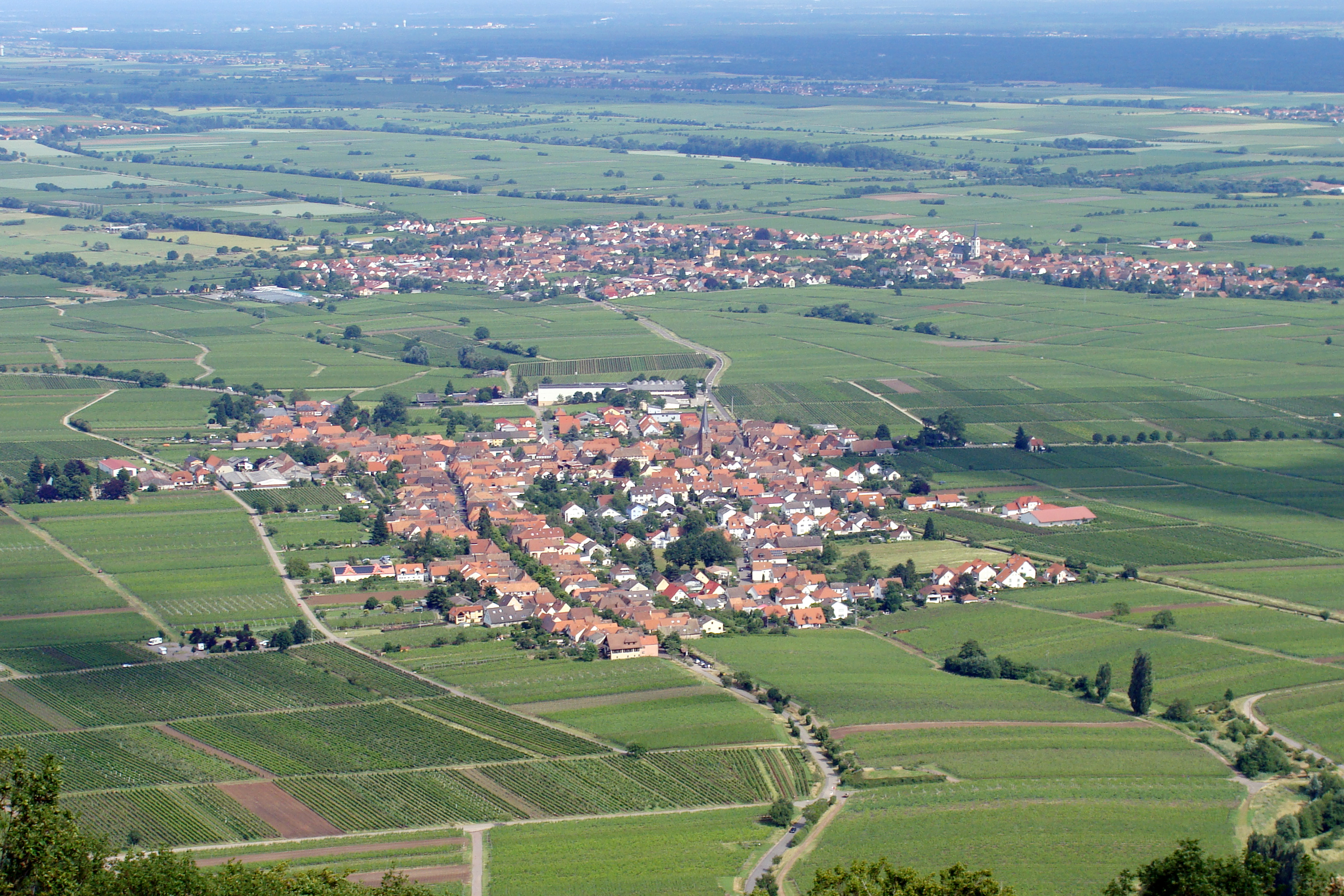
Rhodt unter Rietburg – Gesamtansicht

Rhodt unter Rietburg ist eine Ortsgemeinde im Landkreis Südliche Weinstraße in Rheinland-Pfalz. Sie gehört der Verbandsgemeinde Edenkoben an, innerhalb derer sie sowohl hinsichtlich der Zahl der Einwohner als auch hinsichtlich der Fläche die viertgrößte Ortsgemeinde darstellt.

## Geographie

### Gliederung
Zu Rhodt unter Rietburg gehören auch die Wohnplätze Rebschule Kästenberg und Rosengartenhof. Die Gemeinde liegt in der Region Weinstraße; westlich von ihr erstreckt sich die Haardt, wie der Ostrand des Pfälzerwaldes genannt wird. Zur Gemeinde gehört ebenso eine etwa 12 Kilometer nordwestlich des Ortes liegende Exklave mitten im Pfälzerwald. An der Grenze zu Edenkoben befindet sich mitten im Pfälzerwald der Gebirgspass Kohlplatz.

### Erhebungen
Entlang der Haardt erhebt sich der 513,2 Meter hohe Blättersberg samt dessen Ostsporn Spitzbergel und einige Kilometer weiter westlich die Südflanke des 661,8 Meter hohen Kesselberg. Die Nordostflanke des 455,5 m hohen Birkenkopfs befindet sich zudem auf der Gemarkung der Waldexklave.

### Gewässer
Durch die Gemeinde verläuft in West-Ost-Richtung der Leißelgraben. Auf der Waldgemarkung entspringt der in Nord-Süd-Richtung fließende Meisentalbach. Unweit von diesem befindet sich außerdem der Schenkenbrunnen. Die Exklave wird im Norden durch den Helmbach begrenzt; innerhalb ihrer verläuft der Frechenbach, ein rechter Nebenfluss des Helmbachs.

### Klima
Der Jahresniederschlag beträgt 767 mm.

## Geschichte

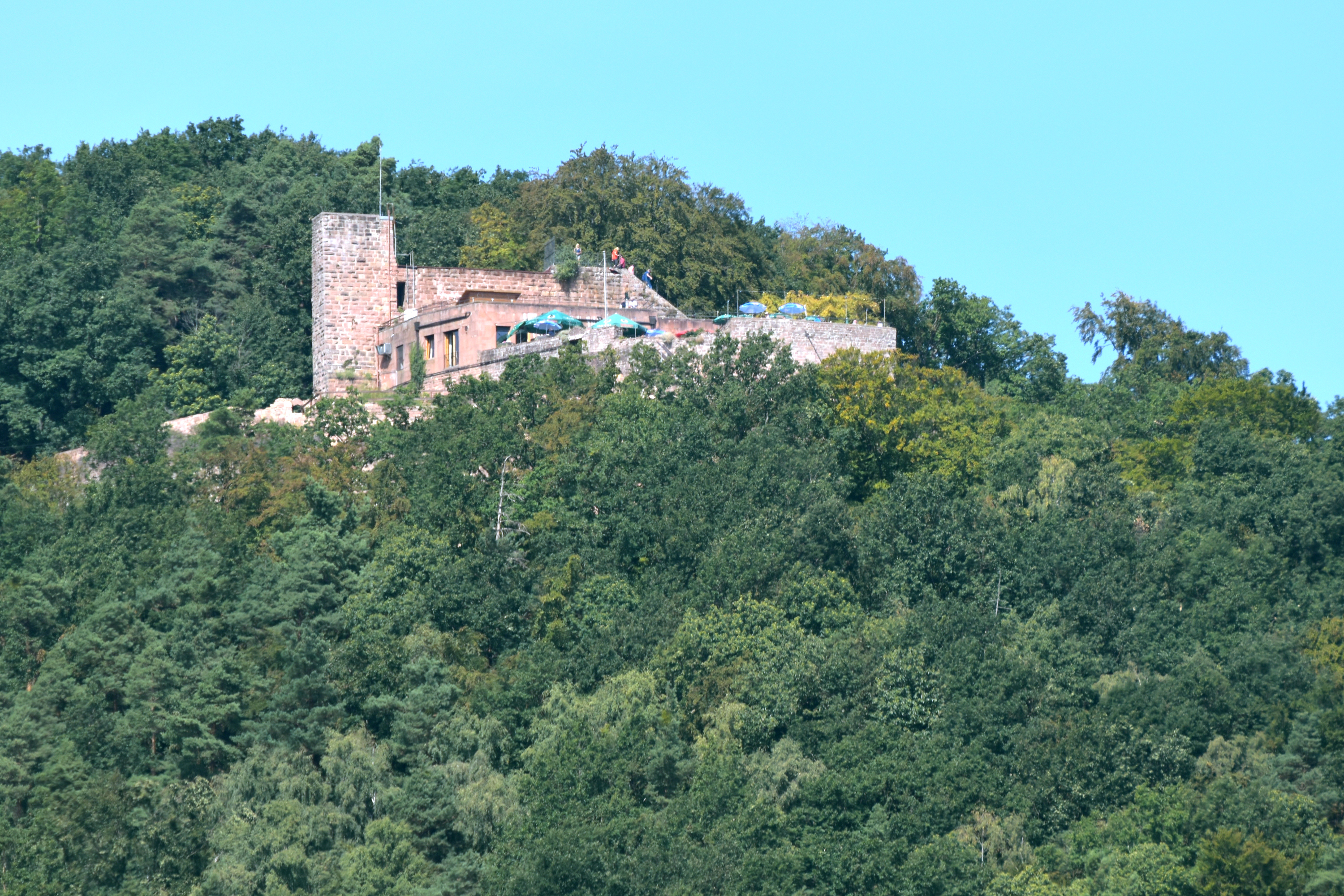
Die Rietburg oberhalb von Rhodt

Vermutlich fand eine erste Besiedelung von Rhodt zu Zeiten der römischen Herrschaft im 1. bis 4. Jahrhundert statt. Ein erstes belegtes historisches Datum ist mit dem Bau der Rietburg (Rippburg) von 1200 bis 1204 verbunden. Die Einwohner von Rhodt (damals Rode) werden auch in den Urkunden des Klosters Eußerthal erwähnt. Zwischen circa 1300 und 1603 gehörte Rhodt zu Württemberg und erhielt den Beinamen unter Rietburg, da es damit von den drei württembergischen Rhodts unterschieden werden konnte. Schon damals wurde in Rhodt Wein – überwiegend Traminer – angebaut.
1603 erwarb der Markgraf Ernst Friedrich von Baden Rhodt durch Tausch. Die Badener herrschten bis 1801 über den Ort. Der Weinabsatz florierte und die erzielten Preise waren sehr gut. Durch den Handel mit Baden wurde Rhodt relativ reich und es wurden stattliche Winzerhäuser erbaut. Von 1635 bis 1752 war die Ortsherrschaft als Lehen der badischen Markgrafen an die Herren von Zyllnhardt vergeben. Danach wurde die Gemeinde bis zum Ende des Jahrhunderts Teil der Markgrafschaft Baden-Durlach beziehungsweise Baden.
Von 1798 bis 1814, als die Pfalz unter nachträglicher Anerkennung im Luneviller Friede von 1801 Teil der Französischen Republik (bis 1804) und anschließend Teil des Napoleonischen Kaiserreichs war, war Roth – so die damalige Schreibweise – in den Kanton Edenkoben eingegliedert und bildete eine eigene Mairie. 1815 hatte der Ort insgesamt 1398 Einwohner. Im selben Jahr wurde er dem Kaisertum Österreich zugeschlagen. Bereits ein Jahr später wechselte der Ort wie die gesamte Pfalz in das Königreich Bayern. Von 1818 bis 1862 gehörte die Gemeinde dem Landkommissariat Landau an; aus diesem ging das Bezirksamt Landau hervor.
Ab 1939 war der Ort Bestandteil des Landkreises Landau in der Pfalz. Nach dem Zweiten Weltkrieg wurde Rhodt innerhalb der französischen Besatzungszone Teil des damals neu gebildeten Landes Rheinland-Pfalz. Im Zuge der ersten rheinland-pfälzischen Verwaltungsreform wechselte der Ort am 7. Juni 1969 in den neu geschaffenen Landkreis Landau-Bad Bergzabern, der 1978 in Landkreis Südliche Weinstraße umbenannt wurde. 1972 wurde Rhodt der ebenfalls neu gebildeten Verbandsgemeinde Edenkoben zugeordnet.
Der Ort war außerdem mehrmals der Gewinner des Wettbewerbs Unser Dorf hat Zukunft.

### Konfessionsstatistik
2012 waren 54,4 % der Einwohner evangelisch und 24,4 % katholisch. Die übrige 21,2 % gehörten einer anderen Glaubensgemeinschaft an oder waren konfessionslos. Der Anteil der evangelischen und katholischen Kirchenmitglieder an der Gesamtbevölkerung sinkt seitdem kontinuierlich. Mit Stand 30. Juni 2025 waren von den Einwohnern 40,3 % evangelisch, 20,8 % katholisch und 38,9 waren konfessionslos oder gehörten einer anderen Glaubensgemeinschaft an.

## Politik

### Gemeinderat
Der Gemeinderat in Rhodt unter Rietburg besteht aus 16 Ratsmitgliedern, die bei der Kommunalwahl am 9. Juni 2024 in einer Mehrheitswahl gewählt wurden, und dem ehrenamtlichen Ortsbürgermeister als Vorsitzendem. Bis zur Wahl 2019 fand eine personalisierte Verhältniswahl statt, da mindestens zwei Wahlvorschlagslisten eingereicht wurden.
Die Sitzverteilung im Gemeinderat:
| Wahl | SPD               | CDU               | FWG               | RAN               | WGS               | Gesamt   |
| ---- | ----------------- | ----------------- | ----------------- | ----------------- | ----------------- | -------- |
| 2024 | per Mehrheitswahl | per Mehrheitswahl | per Mehrheitswahl | per Mehrheitswahl | per Mehrheitswahl | 16 Sitze |
| 2019 | –                 | 6                 | –                 | –                 | 10                | 16 Sitze |
| 2014 | 4                 | 5                 | 7                 | –                 | –                 | 16 Sitze |
| 2009 | 3                 | 7                 | 4                 | 2                 | –                 | 16 Sitze |
| 2004 | –                 | 7                 | 6                 | 3                 | –                 | 16 Sitze |

- FWG = Freie Wählergruppe Rhodt unter Rietburg e. V.
- RAN = Rhodter Alternative e. V.
- WGS = Wählergruppe Schilling / „Aktive Bürger Rhodt“[9]

### Bürgermeister
Uwe Winter wurde am 16. Juli 2024 Ortsbürgermeister von Rhodt unter Rietburg. Bei der Direktwahl am 9. Juni 2024 hatte er sich mit einem Stimmenanteil von 57,0 % gegen seinen Amtsvorgänger durchgesetzt.
Winters Vorgänger Armin Pister (Aktive Bürger Rhodt) hatte das Amt am 13. August 2019 übernommen, nachdem er sich bei der Direktwahl am 26. Mai 2019 gegen den bisherigen Ortsbürgermeister Torsten Engel (CDU) durchgesetzt hatte. Der Informatiker Engel hatte das Amt 2014 als Nachfolger von Irmgard Gromöller übernommen.

### Wappen
| Wappen von Rhodt unter Rietburg | Blasonierung: „In Rot der heilige Georg in goldener Rüstung, auf einem rücklings auf dem Boden liegenden grünen Drachen stehend und ihn mit einer goldenen Lanze durchbohrend.“  |
| Wappen von Rhodt unter Rietburg | Wappenbegründung: Es wurde 1844 vom bayerischen König genehmigt und geht zurück auf ein Siegel von 1719. Die Farben Rot und Gold erinnern an die frühere Zugehörigkeit zu Baden. |

### Gemeindepartnerschaften

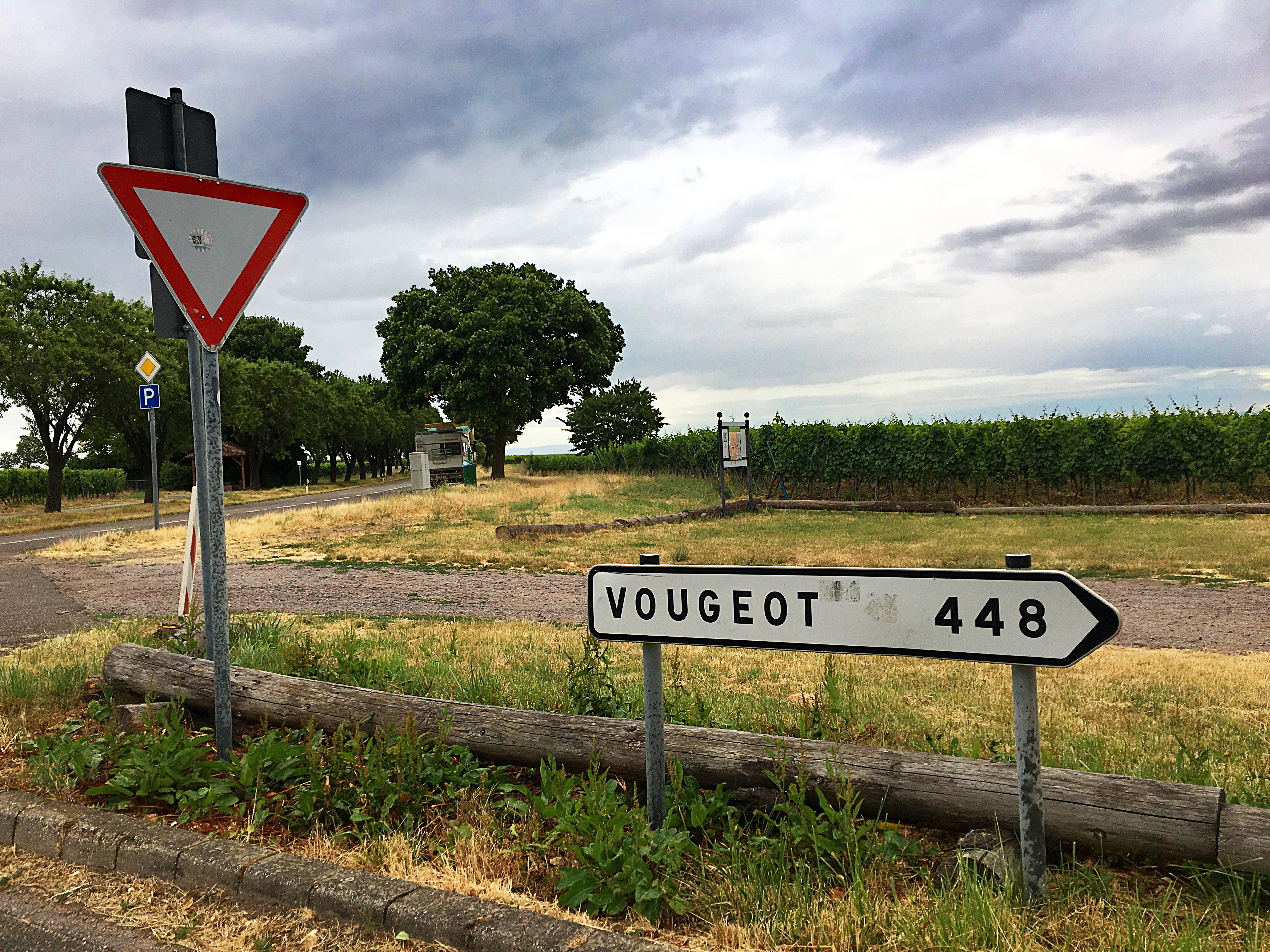
Hinweisschild in Rhodt auf die Partnergemeinde

Rhodt unterhält seit dem 17. Oktober 1959 eine Partnerschaft, eine sogenannte Weinpatenschaft, mit der saarländischen Stadt St. Ingbert sowie seit 1967 eine Partnerschaft mit der Gemeinde Vougeot im Burgund. Außerdem gibt es bereits seit 1951 eine Partnerschaft mit Kronach in Franken, die im Jahr 2001 offiziell beurkundet wurde.

## Kultur und Sehenswürdigkeiten

### Bauwerke
Kulturdenkmäler

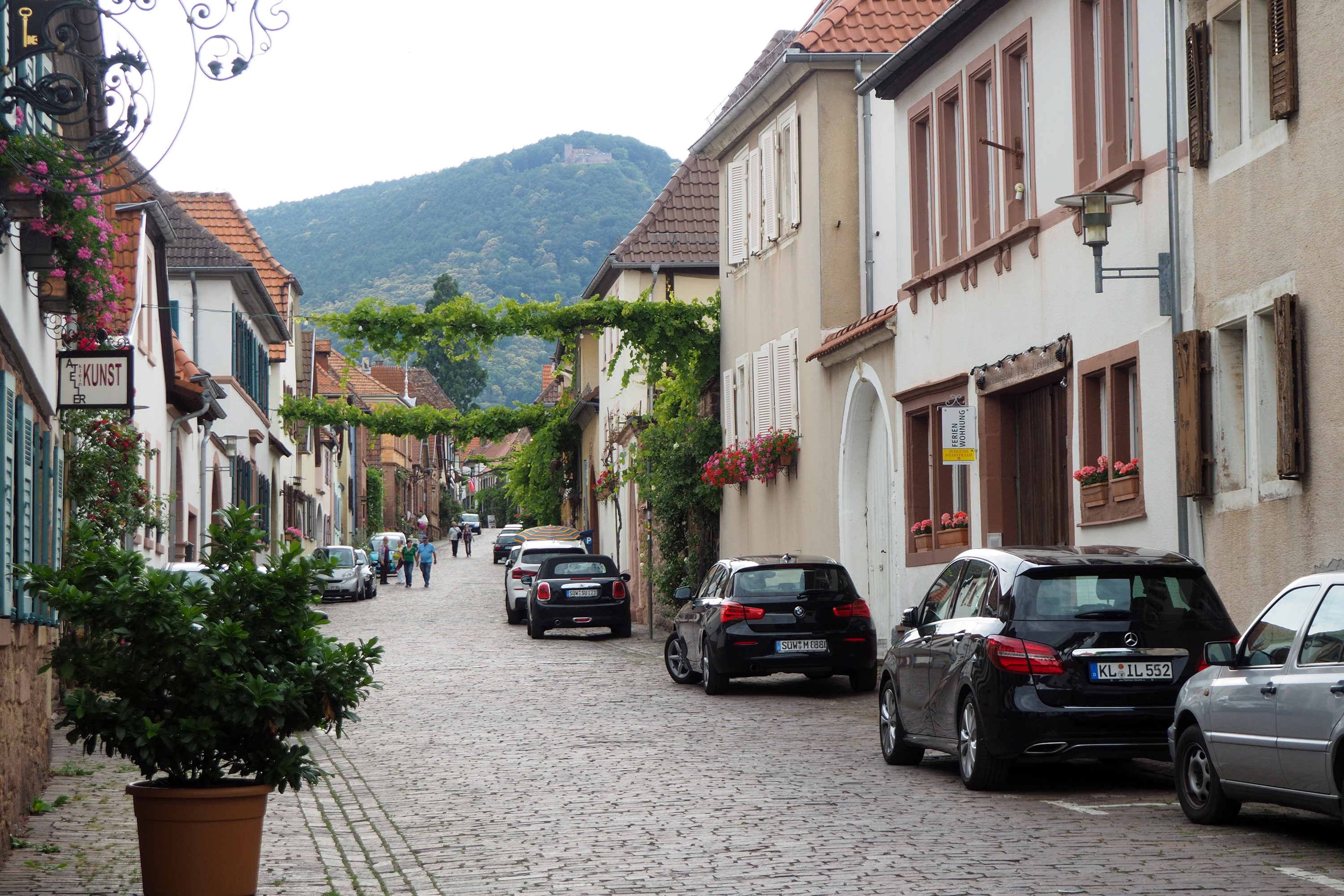
Theresienstraße als Teil der Denkmalzone Ortskern; m Hintergrund der Blättersberg mit der Rietburg

Der ehemalige sowie der aktuelle Friedhof, der Ortskern und die auf 505 Meter Höhe liegende Rietburg sind als Denkmalzonen ausgewiesen.
Hinzu kommen zahlreiche Einzeldenkmäler, darunter der mitten im Pfälzerwald befindliche Ludwigsturm. 80 Prozent der Häuser in Rhodt stehen unter Denkmalschutz. Ein Anziehungspunkt für Touristen ist die gepflasterte Theresienstraße, in der zahlreiche alte Häuser stehen und die nach der bayerischen Königin Therese von Sachsen-Hildburghausen benannt wurde, die einige Sommer in Edenkoben verbrachte und in Rhodt unter Rietburg zum Beten fuhr. Sie stiftete auch den örtlichen Kindergarten. Die alten Torbögen und die sogenannte „Haus-Hof-Bauweise“ ist generell typisch für Höfe der Vorderpfalz. Der obere Teil der Straße ist als Allee mit Kastanienbäumen angelegt.
Sonstige Bauwerke
Die Rietburgbahn, eine Sesselbahn, verläuft größtenteils auf der Gemeindegemarkung.

### Natur

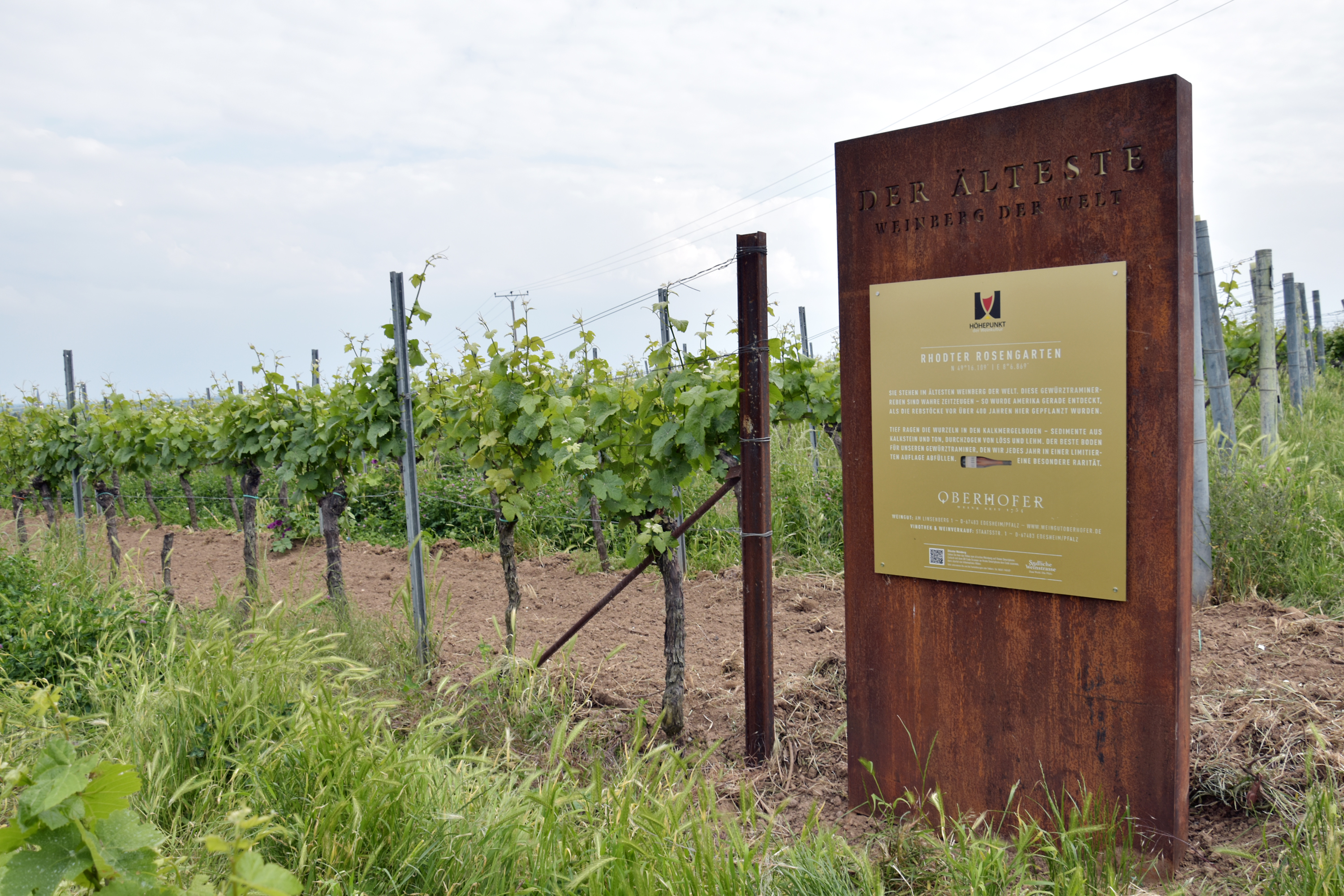
Rhodter Rosengarten

Auf der Gemarkung der Gemeinde existieren insgesamt fünf Naturdenkmale, darunter die Weinlage Rosengarten. Letztere enthält mit einem Gewürztraminer die ältesten Reben Deutschlands. Zudem ist die Gemeinde Ursprungsort der Weißweinsorte Savagnin Rose. Das milde Klima im Ort ermöglichte außerdem die Anlage eines südländischen Früchtegartens.

### Medien
Rhodt war der erste Ort, der in der 1998 auf Sendung gegangenen Reihe Hierzuland des SWR Fernsehens porträtiert wurde.

### Kunst und Kulinarisches
Der Ort ist außerdem bekannt dafür, dass sich in ihm mehrere Künstler niederließen und ihre Werke zum Kauf anbieten. Neben dem üblichen Pfälzer Weinschoppen – einem halben Liter – gibt es in Rhodt den „Rhodter Piff“, ein Schoppen, der aus einem Ein-Liter-Glas getrunken wird.

### Veranstaltungen
Das alljährlich am vierten Wochenende im April stattfindende „WeinTestival & KunstFestival“ gehört zu den Weinmessen; dabei haben die Weingüter des Ortes zur Weinverkostung und Kunstausstellungen geöffnet. Alle zwei Jahre findet die Krönung der Weinprinzessin statt. Das „Heimat- und Blütenfest“ zu Pfingsten ist eines der bekanntesten Feste an der Deutschen Weinstraße. Die etwa 800 Meter lange Theresienstraße wird während dieser zu einer Festmeile mit geöffneten Winzerhöfen, Vereinszelten und -pavillons sowie historischen Karussell umgestaltet.
Im September findet das „Fest des neuen Weins“ statt. Dabei gibt es geöffnete Winzerhöfe entlang der Theresien- und Weinstraße, Live-Musik und Gerichte aus der Pfälzer Küche. Bei der im November stattfindenden „Rhodter Kerwe“ sind unterschiedliche Stände auf dem Eichplatz in der Dorfmitte samt Verpflegung aufgebaut. Im Durlacher Hof ist eine Kunsthandwerkausstellung eingerichtet.

## Wirtschaft und Infrastruktur

### Wirtschaft

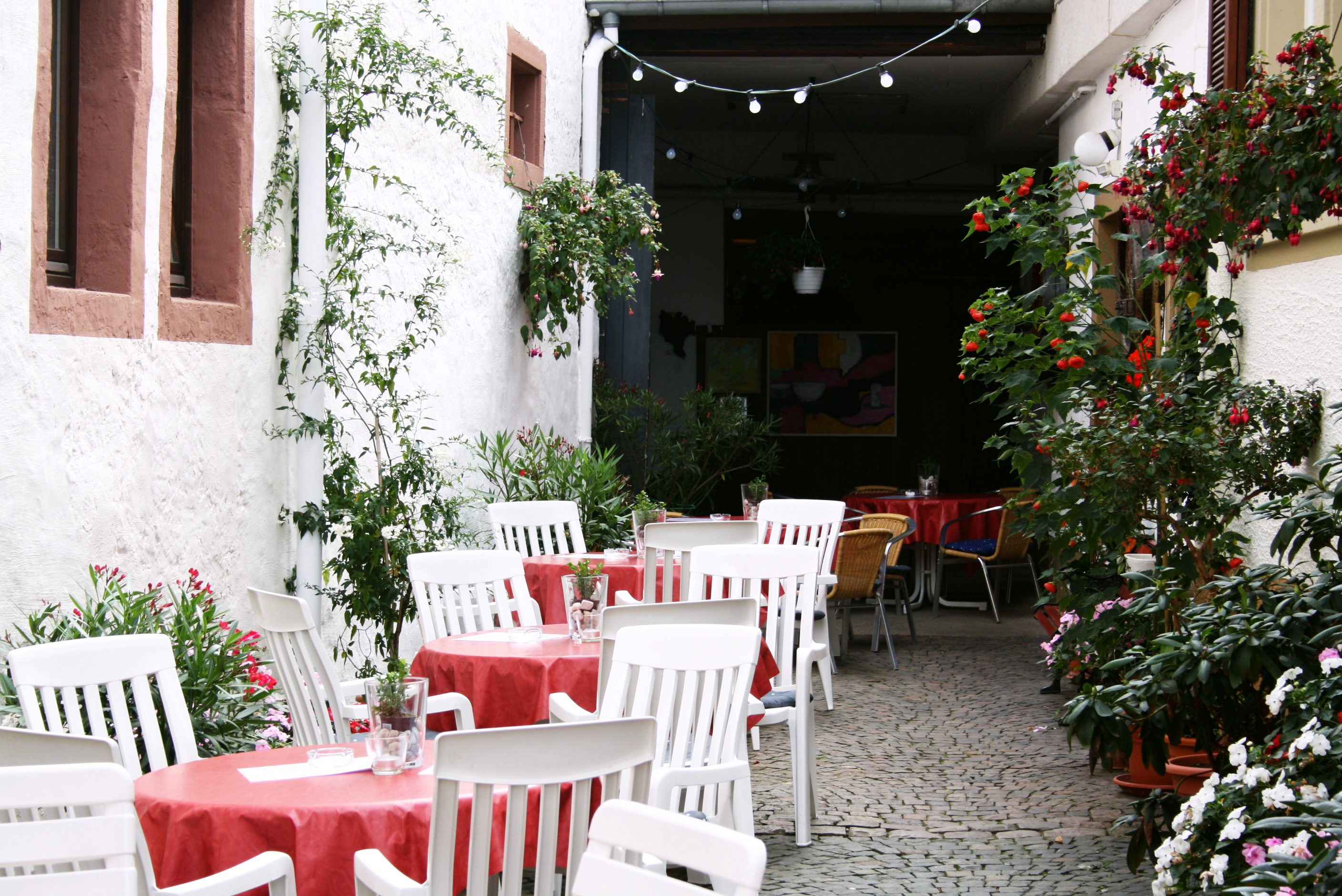
Typisches Weinlokal in der Theresienstraße in Rhodt

Rhodt ist ein Winzerort und als solcher Teil des Weinanbaugebiets Pfalz. Vor Ort befinden sich die Einzellagen Klosterpfad, Rosengarten und Schloßberg. Zudem existiert die Gebietswinzergenossenschaft Rietburg.
Die Wirtschaft des Ortes ist auf den Fremdenverkehr ausgerichtet, was sich in zahlreichen Weingütern, Restaurants, Weinstuben und Straußwirtschaften sowie Hotels, Pensionen und privaten Gästehäusern niederschlägt.
Im Zuge der Haingeraide war Rhodt an der sogenannten dritten Heingeraide beteiligt, die in der frühen Neuzeit aufgelöst und die teilweise der Gemeinde unterstellt wurde. Auf Gemarkung der Waldexklave befindet sich zudem das Forsthaus Frechental.

### Verkehr
Durch Rhodt führte von 1913 bis 1953 die Pfälzer Oberlandbahn. Rhodt ist über die Buslinie 500 des Verkehrsverbundes Rhein-Neckar an das Nahverkehrsnetz angebunden, die nach Landau und Neustadt an der Weinstraße führt. Nächstgelegener Bahnhof ist Edenkoben an der Bahnstrecke Neustadt–Wissembourg.
Die Landesstraße 512 verbindet Rhodt mit Neustadt sowie Landau und die Landesstraße 506 mit Dernbach sowie Edesheim; innerhalb der Ortsmitte kreuzen sie sich.

### Tourismus

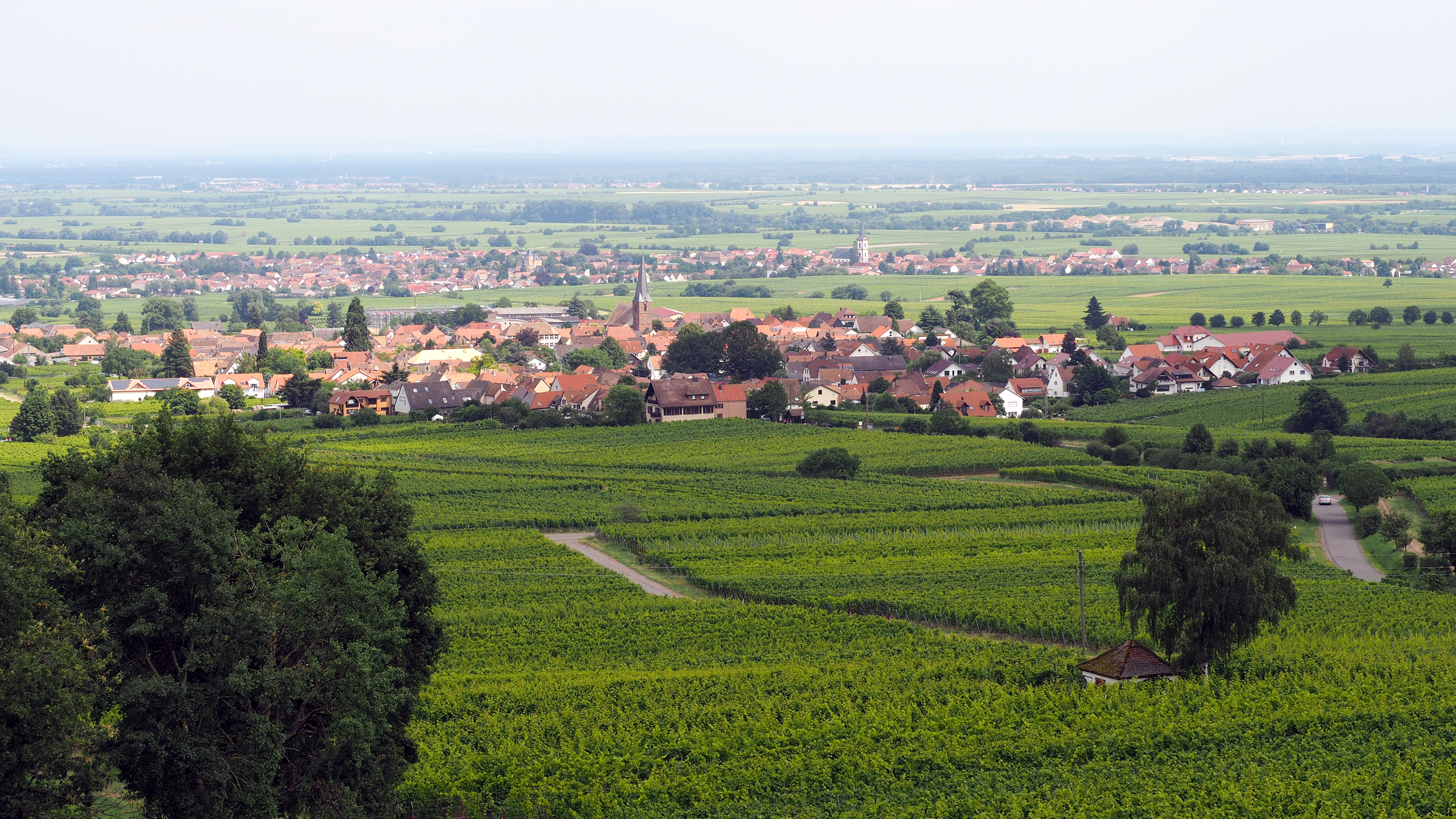
Blick auf Rhodt von der Villa Ludwigshöhe

Rhodt liegt an der Deutschen Weinstraße und am Radweg Deutsche Weinstraße. Mitten im Pfälzerwald befindet sich die Nellohütte und an dessen Ostrand die Rietaniahütte. Durch den Ort führen zudem der Pfälzer Mandelpfad und eine Nebenstrecke des Pfälzer Keschdewegs. Zudem ist Rhodt südlicher Endpunkt eines Wanderweges, der mit einem blau-gelben Balken markiert ist. Dieser führt über den Kaisergarten bis nach Deidesheim. Von der Rietburg ausgehend existieren mehrere Rundwanderwege.

## Persönlichkeiten

### Söhne und Töchter der Gemeinde
- Carl Philipp Sues (1752–1839), Kaufmann und Politiker
- Karl Friedrich Nebenius (1784–1857), badischer Beamter
- Johann Jakob Serr (1807–1880), Maler
- Friedrich Becker (1866–1938), Politiker und Präsident Oberlandesgericht Zweibrücken
- Hans Schäfer (1910–1980), Präsident des Bundesrechnungshofes

### Personen, die vor Ort gewirkt haben
- Gottlob Amand von Dalberg (1739–1794), Adeliger, lebte unmittelbar vor seiner Verhaftung im Jahr 1789 in Rhodt.
- Karl Heinrich Schattenmann (1785–1869), französisch-deutscher Weinbau-Pionier, erwarb 1812 vor Ort das „Schlössel“.
- Therese von Sachsen-Hildburghausen (1792–1854), Königin von Bayern seit 1825, lebte jeden zweiten Sommer für einige Wochen in Edenkoben, nutzte aber die protestantische Kirche in Rhodt unter Rietburg für ihre Gebete und stiftete dort den örtlichen Kindergarten. In der St. Georgskirche befindet sich in der Königinnenloge bis heute ihr mittlerweile restaurierter originaler Sessel.
- Clemens Grohe (1829–1900), Kaufmann und Politiker, starb vor Ort.
- Richard Runck (1868–1922), Kolonialherr in Namibia, wohnte die letzten 20 Jahre seines Lebens in Rhodt.
- Mathilde Mayer (1889– nach 1956), Pädagogin, wohnte nach dem Zweiten Weltkrieg vor Ort.
- Berthold Roland (1928–2022), Kunsthistoriker, wuchs in Rhodt auf.
- Heinz Brzoska (1942–2015), Maler und Grafiker, lebte und arbeitete vor Ort.
- Hans-Heinrich Fußer (* 1942), Maler und Grafiker, gründete 1993 vor Ort ein Atelier für künstlerische Gestaltung und hielt dort bis 2016 Seminare ab.
- Wolf Wrisch (1944–2009), Kunstprofessor, Inhaber der Akademie Rhodt
- Cilly Seitz, Pfälzische Weinkönigin 1932/33